# نوربورنان
نوربورنان (به انگلیسی: Norbornane) با فرمول شیمیایی C7H12 یک ترکیب شیمیایی با شناسه پاب‌کم ۱۱۶۵۶ است. که جرم مولی آن ۹۶٫۱۷ گرم بر مول می‌باشد. 